# Chlorure de cétylpyridinium
Le chlorure de cétylpyridinium est un antiseptique qui tue les bactéries et autres microorganismes.

## Utilisation
C'est un ammonium quaternaire cationique utilisé dans les bains de bouche, les dentifrices, les pastilles, les pansements, les sprays pour les maux de gorge, la mauvaise haleine et les vaporisateurs nasaux. Il est efficace contre la plaque dentaire et les gingivites. Il est également entré dans la composition de certains pesticides.

## Désavantage
Cependant, cet ingrédient provoque des taches marron entre les dents similaires à celles causées par la chlorhexidine,.

## Propriétés physico-chimiques
Le chlorure de cétylpyridinium se présente sous la forme d'un solide lorsqu'il est pur. Il fond à 77 °C sous sa forme anhydre et à 80-83 °C sous sa forme monohydratée. Il est insoluble dans l'acétone, l'acide acétique ou l'éthanol. Il a une odeur semblable à celle de la pyridine. Il est combustible. À partir d'une certaine dose, il devient toxique par ingestion ou par inhalation.

## Contre les infections par le virus de la Covid-19?
Le 21 novembre 2021, Unilever annonce que la Chlorure de cétylpyridinium pris en bain de bouche, pourrait réduire la charge virale dans la bouche, et par là réduire substantiellement le risque de contamination. Ces résultats concordent avec ceux d'une précédente étude montrant que les bains de bouche « du type Listerine » réduisent de plus de 99.9% la charge virale dans la cavité buccale pour une durée de 6h, ainsi que les spray de nettoyage nasal pour réduire de même la charge virale dans la cavité nasale, ce qui d'après les auteurs pourrait constituer une nouvelle mesure d'hygiène pour réduire la propagation,.